# 리딕 모스

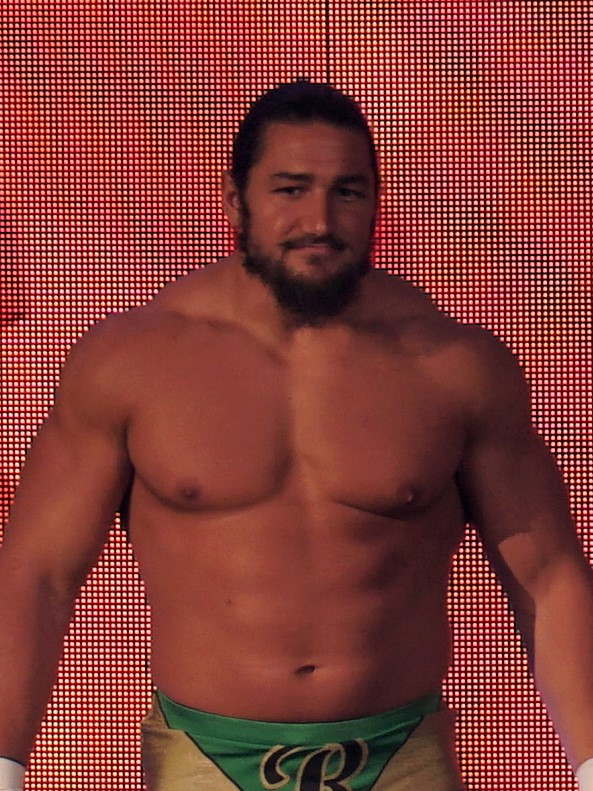
2018년 4월 모습

리딕 모스(Riddick Moss, 1988년 10월 11일 ~ )는 미국의 남자 프로레슬링선수다. 키는 190cm(6 ft 3 in)에다가 몸무게는 116kg(255 lb)이다. 본명은 마이클 랄리스(Michael Rallis)다. 피니쉬는 넥브레이커 드라이버, 스탠딩 파워슬램으로 사용을 한다. 2012년 프로레슬링 입문으로 밝혀졌다.

## Professional wrestling highlights
- Finishing moves
  - Neckbreaker driver
  - Standing powerslam
- Signature moves
  - Body slam
  - Clothesline
  - Delayd vertical suplex
  - Diving double axe handle
  - Dropkick
  - Fallaway slam
- Nicknames
  - "Riddy Mo"
- Entrance themes
  - "GOAT" by CFO$ feat. Will Roush (NXT; 12 October 2016-2018; used in team with Tino Sabbatelli)
  - "Made for This" by William Werwath (WWE; 2019-present)

## 수상
- 랭크드 넘버 373 오브 더 탑 500 싱글즈 레슬링 인 더 PWI 500 인 2020
- WWE 월드 24/7웨이트 챔피언 (1회)